# 谢杜埃河畔拉弗雷奈
谢杜埃河畔拉弗雷奈（法語：La Fresnaye-sur-Chédouet，法語發音：[la fʁɛnɛ syʁ ʃedwɛ]）是法国萨尔特省的一个旧市镇，属于马梅尔斯区。2015年，谢杜埃河畔拉弗雷奈与邻近的5个市镇合并为新市镇佩尔塞涅新城，谢杜埃河畔拉弗雷奈为新市镇行政中心。

## 地理
谢杜埃河畔拉弗雷奈（48°26'55"N, 0°15'15"E）面积31 平方千米，位于法国卢瓦尔河地区大区萨尔特省，该省份为法国西北部内陆省份，北起顺时针与奥恩省、厄尔-卢瓦省、卢瓦-谢尔省、安德尔-卢瓦尔省、曼恩-卢瓦尔省和马耶讷省接壤，是法国大西部的入口，连接卢瓦尔河谷、布列塔尼和巴黎盆地。
与谢杜埃河畔拉弗雷奈接壤的市镇（或旧市镇、城区）包括：勒梅尼勒布鲁、索努瓦地区讷沙泰勒。

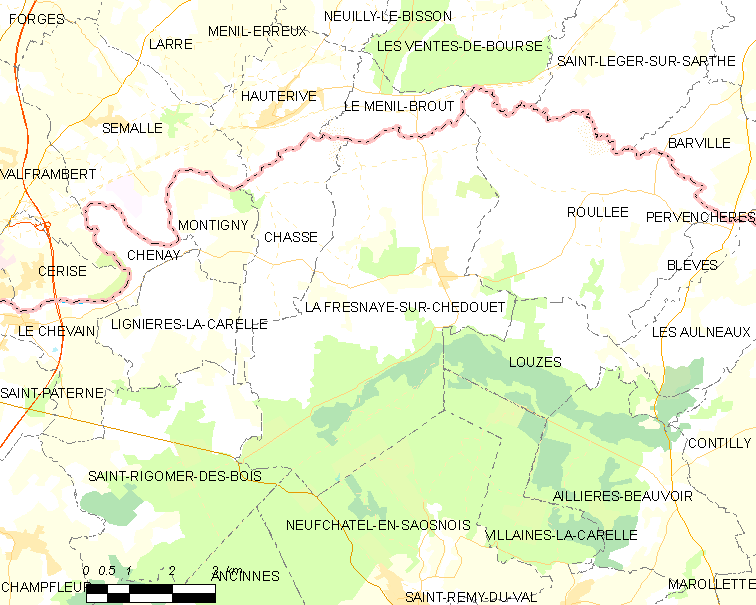
谢杜埃河畔拉弗雷奈的OSM定位图

谢杜埃河畔拉弗雷奈的时区为UTC+01:00、UTC+02:00（夏令时）。

## 行政
谢杜埃河畔拉弗雷奈的邮政编码为72600，INSEE市镇编码为72137。

## 政治
谢杜埃河畔拉弗雷奈所属的省级选区为马梅尔斯县。

## 人口

1962-2008年间谢杜埃河畔拉弗雷奈人口变化图示

谢杜埃河畔拉弗雷奈于2018年1月1日时的人口数量为920人。